# Mohamad Navazi
Mohamad Navazi (en persa: محمد نوازی‎, Kivaj, Irán; 5 de septiembre de 1974) es un exfutbolista y entrenador de fútbol de Irán que jugaba en la posición de centrocampista. Actualmente es entrenador asistente del Shahr Khodro FC de la Iran Pro League.

## Carrera

### Club
| Periodo   | Club                  |
| --------- | --------------------- |
| 1995–1997 | Bahman FC             |
| 1997–2004 | Esteghlal FC          |
| 2004–2006 | Saba Battery FC       |
| 2006–2008 | Esteghlal FC          |
| 2008–2009 | Aluminium Arak FC     |
| 2009–2010 | FC Nassaji Mazandaran |
| 2010–2012 | Shahrdari Yasuj FC    |
| 2012–2013 | Shahrdari Arak FC     |

### Selección nacional
Jugó para Irán en 19 ocasiones de 1997 a 2002 y anotó un gol; participó en los Juegos Asiáticos de 1998 y en la Copa Asiática 2000.

### Entrenador
| Periodo   | Club              |
| --------- | ----------------- |
| 2013      | Shahrdari Arak FC |
| 2017–2018 | Esteghlal B       |
| 2018–2019 | Iranjavan FC      |

## Logros

### Club
- Liga Azadegan (1): 2001/02
- Copa Hazfi (3): 2000, 2002, 2005
- Supercopa de Irán (1): 2005

### Selección nacional
- Juegos Asiáticos (1): 1998